# Gastrique

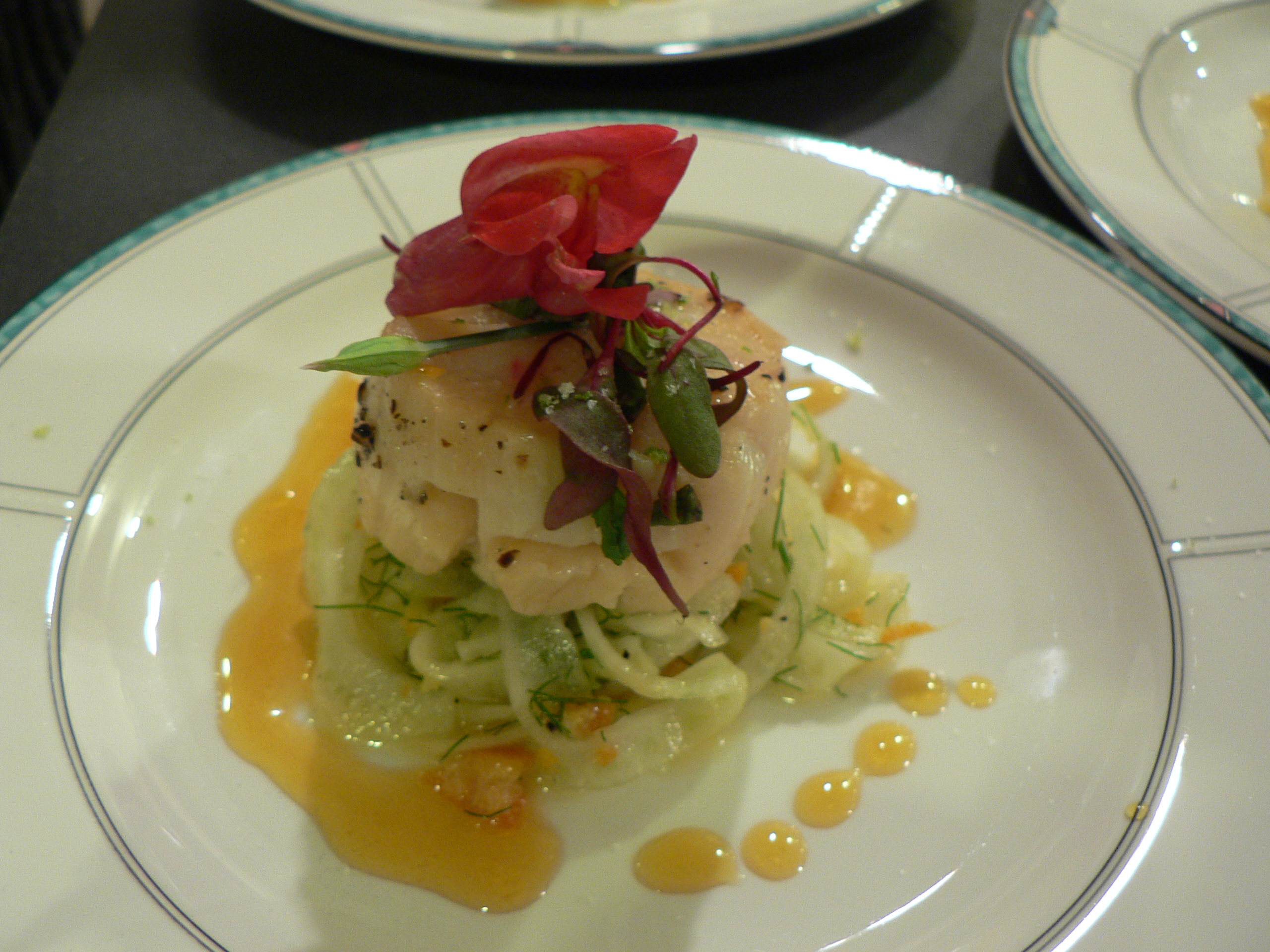
Timbal decorado con una 'gastrique'.

Gastrique una salsa elaborada mediante una reducción de vinagre (o vino) en un sirope  (o zumo de frutas). La salsa, mediante esta preparación, combina los sabores ácido-dulce. Se suele emplear en platos de carne o pescado con el objeto de potenciar los sabores.
No hay que confundirla con el fondo de salsa belga del mismo nombre, compuesto por vinagre, vino blanco, chalotas, tallos de estragón, bouquet garni y granos de pimienta. La gastrique con esta composición ya la utilizaba Auguste Escoffier, pero a finales del siglo XIX, el bruselense Louis Védy la convirtió en un extracto vegetal que garantiza un nivel de acidez constante al elaborar la salsa bearnesa.

## Características
De forma más general es una reducción de un medio ácido en un medio dulce. Bajo esta denominación caben las mezclas más originales. En algunas ocasiones se emplean como medio ácido vinagres de alta calidad (como puede ser un vinagre balsámico) y como medio dulce zumos de diversas frutas. Este tipo de salsa se puede preparar días antes y luego almacenar en el frigorífico. La preparación se realiza mediante un calentamiento de un medio dulce acuoso (sirope) hasta que se produce una reducción y caramelización, tras ello se controla el sabor y la textura con el medio ácido.

## Variantes
- Salsa Bigarade - salsa elaborada con naranjas
- Salsa Rumania